# Egwiekinot
Egwiekinot – osiedle typu miejskiego w Rosji, w Czukockim Okręgu Autonomicznym. W 2010 roku liczyło 2790 mieszkańców.